# Adam Urbanowski
Grzegorz Adam Urbanowski (ur. 24 grudnia 1959 w Pułtusku) – polski chodziarz ultramaratoński. Sportową karierę zaczynał jako kolarz, potem przez krótki okres startował w biegach długodystansowych, decydując się ostatecznie na chód sportowy. W 1990 zdobył tytuł Mistrza Polski, a w 1991 tytuł wicemistrza Polski na 50 km (3:58:19 - RŻ); od 1992 specjalizuje się w marszach na dystansach od 200 km wzwyż. Dziesięciokrotnie (w l. 1994, 1996–1998, 2001–2003, 2005–2007) wygrywał zawody w chodzie na trasie Paryż – Colmar, co jest najlepszym wynikiem w historii tych zawodów.